# Дунавска променада
Дунавска променада (мађ. Dunakorzó) налази се на пештанској страни Будимпеште, у Мађарској. Променада лежи на левој страни Дунава, а простире се од Сечењијевог ланчаног моста до Елизабетиног моста.

## Историја
Од средине 19. века центар Будимпеште се развијао прилично брзо. На левој обали Дунава кренуо је да се гради велики број хотела међу којима је само Бристол преживео разарање Другог светског рата, али 1969. године и тај хотел је срушен. Испред хотела почело је да се гради шеталиште које је касније постало познато као дунавска променада. 

## Шеталиште
На јужном крају променаде се Трг Марцијус на коме се налазе остаци римског бастиона. 
Средиште шеталишта заузима Трг Вигадо са чувеном концертном двораном Вигадо. 
На другом крају улице могу се наћи палата и Мађарска академија наука . 

#### Важне грађевине и оријентири око шеталишта
- Римска тврђава из четвртог века поред моста Елизабета
- Градска црква
- Концертна сала Вигадо
- Палата Брешам
- Мађарска академија наука

#### Скулптуре
- Иштван Сечењи - близу Мађарске академије наука
- Јожеф Етвеш из 1879.
- Мађарски поморски споменик - сидро
- Јожеф Надор, надвојвода Јожеф
- Мала принцеза [2] - близу Концертне дворане Вигадо
- Атила Јожеф - познати песник
- Михаљ Верешмарти
- Вилијам Шекспир
- Шандор Петефи